# Legorne

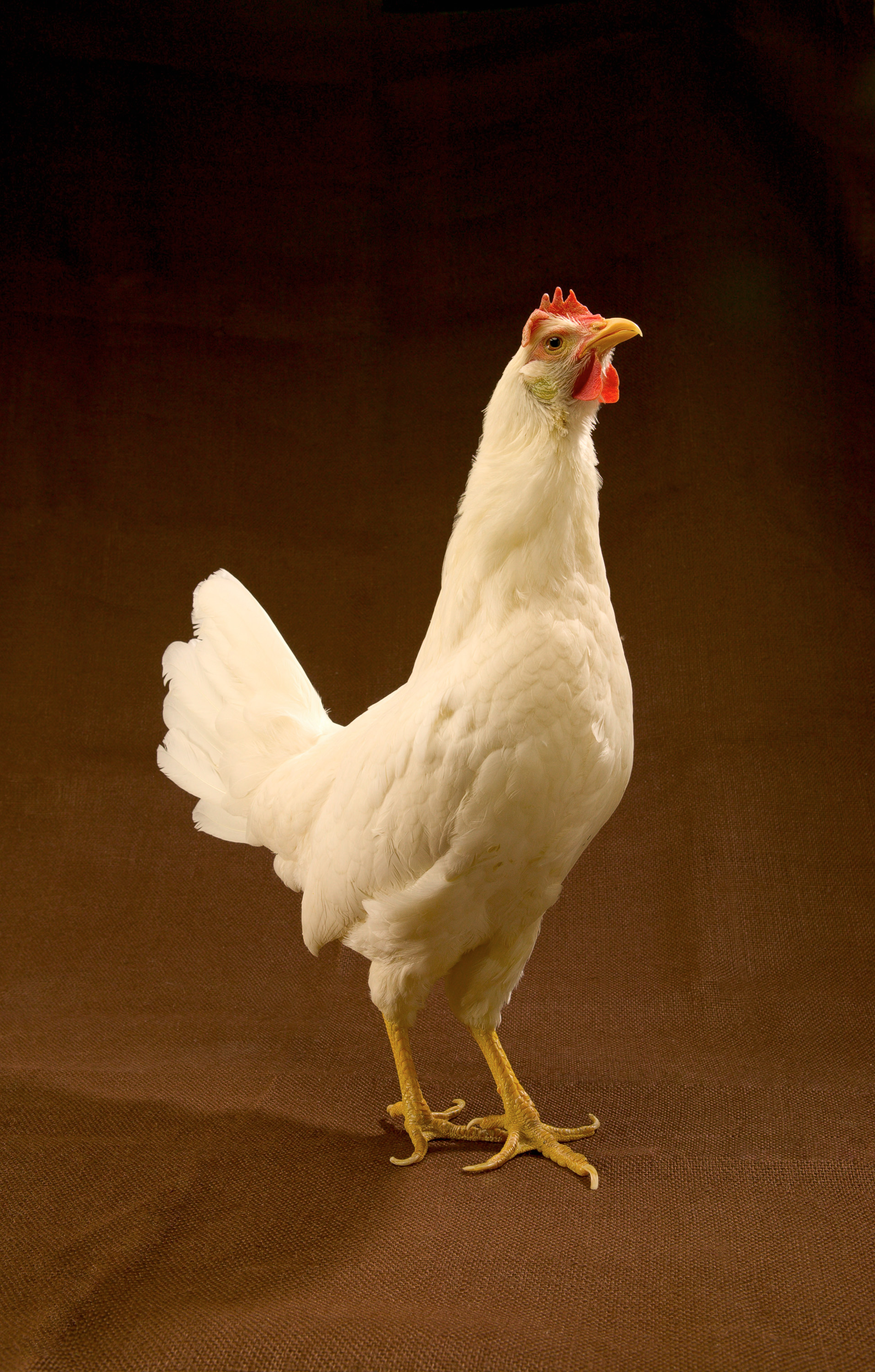
Legorne

Legorne, palavra derivada do inglês Leghorn, designa a raça de galinha poedeira de ovos brancos, oriunda da região de Livorno, Itália (em português Liorne e em Inglês Leghorn) e classificado no grupo Mediterrâneo.

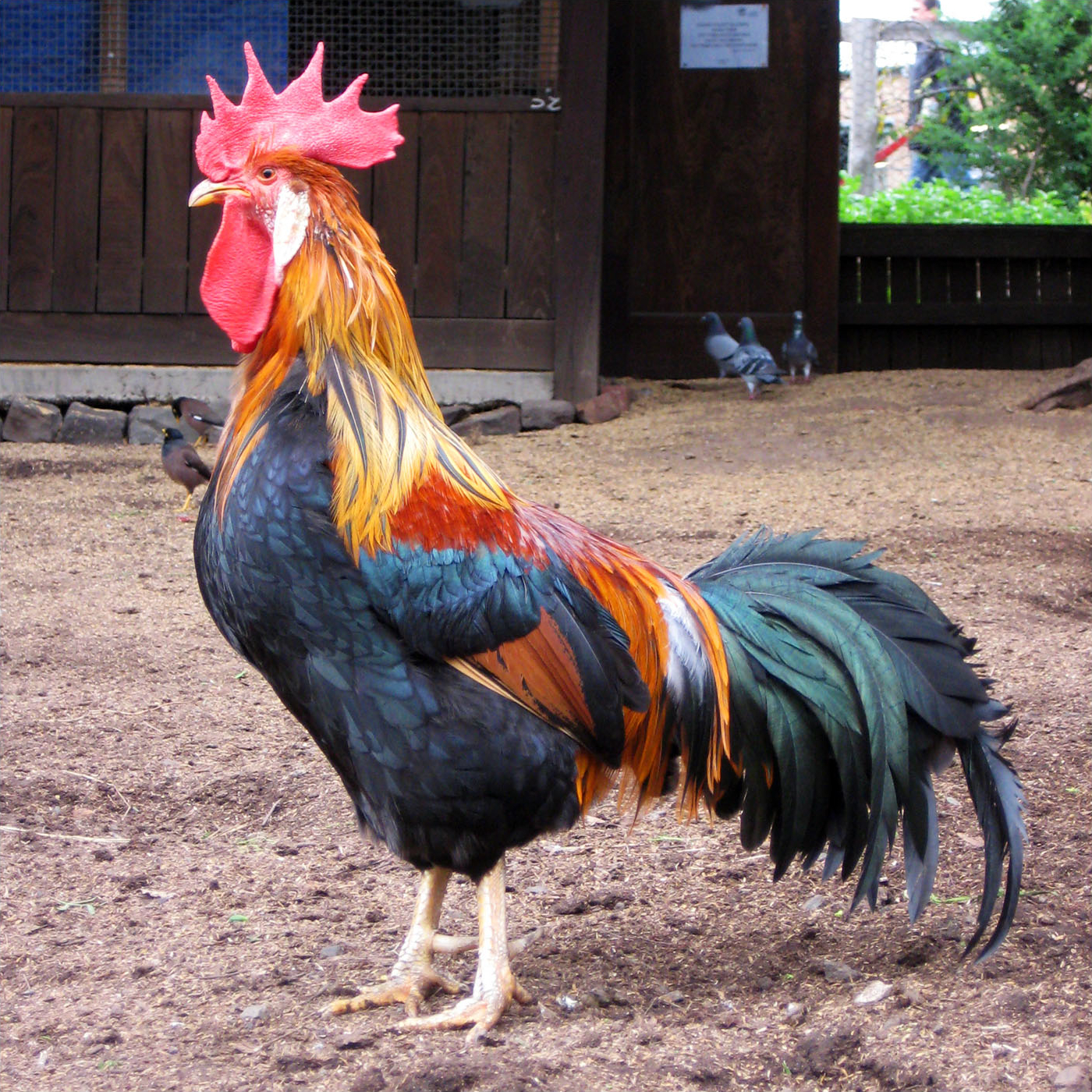
Galo Legorne Perdiz
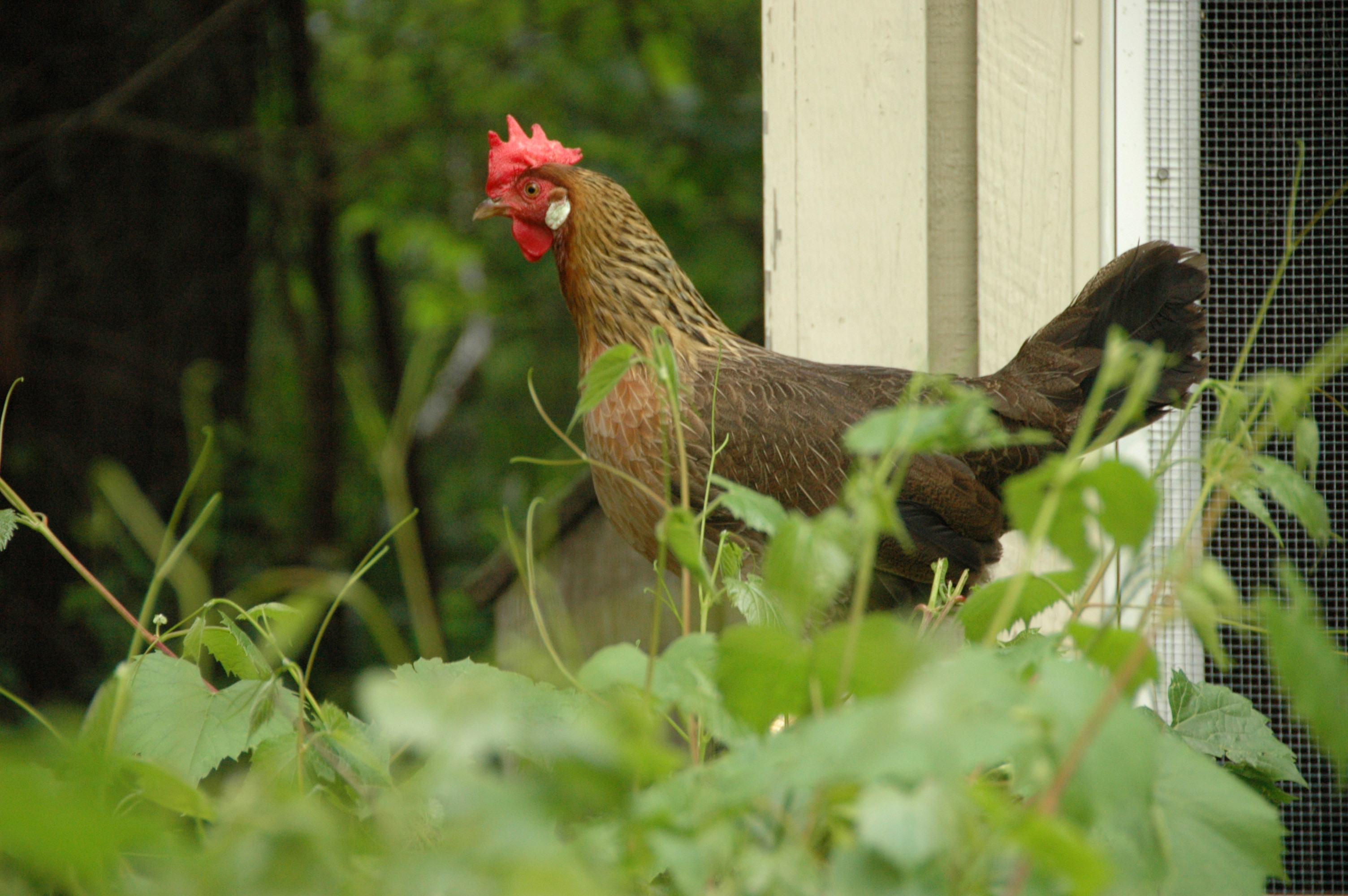
Galinha Legorne Perdiz
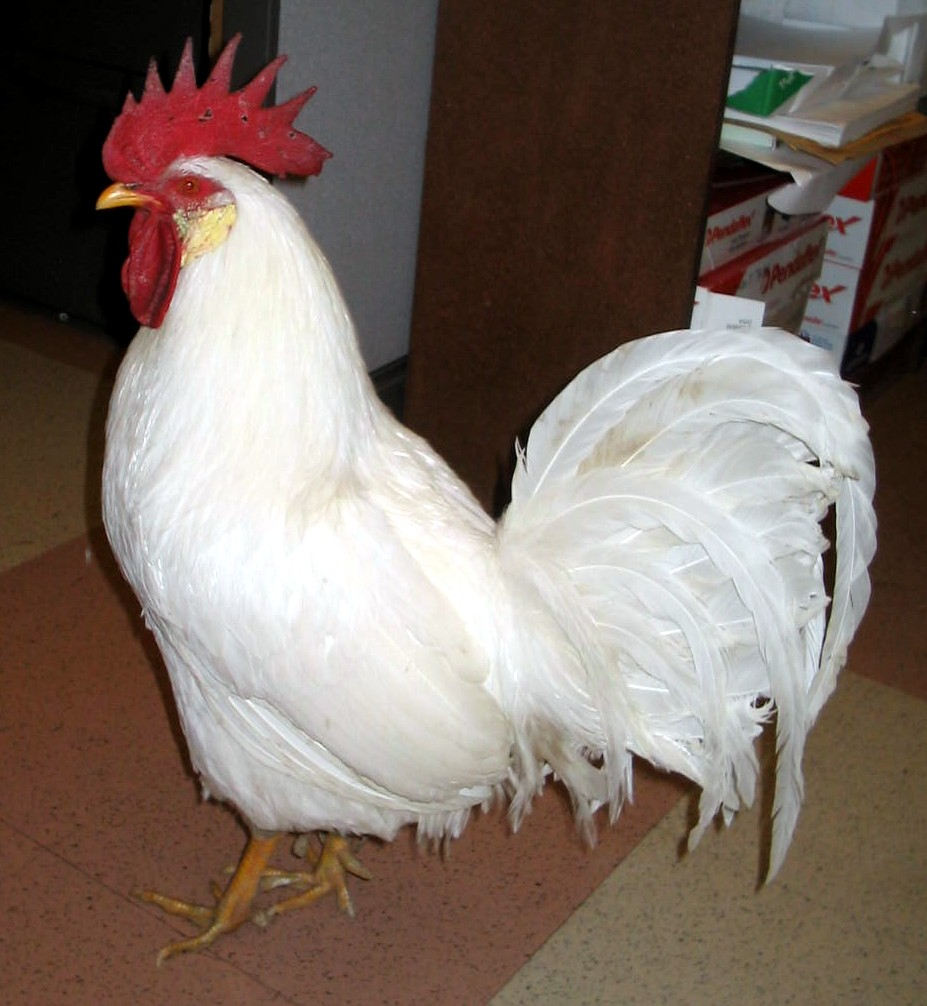
Galo Legorne Branco

## Ligações Externas
- The American Brown Leghorn Club
- poultryhub.org Fancy Chicken Breeds - Leghorn(Galinha)